# Madonna della Loggia
La Madonna della Loggia è un dipinto a tempera su tavola (72x50 cm) attribuito a Sandro Botticelli, databile al 1467 circa, e conservato nella Galleria degli Uffizi a Firenze.

## Storia
Il dipinto non è unanimemente riconosciuto come opera del Botticelli per via di alcuni particolari; tuttavia alcuni critici lo identificano come uno dei suoi primi lavori. Il primo a fare il nome di Botticelli fu Adolfo Venturi, che lo riteneva tuttavia opera della scuola; Van Maerle l'assegnò all'"amico di Sandro", artista anonimo così chiamato da Berenson che poi si è scoperto essere il giovane Filippino Lippi, mentre poi Gamba e Berenson l'attribuirono alla fase giovanile di Botticelli, ai quali seguirono Bettini e Salvini.

## Descrizione e stile
Al di sotto di una loggia aperta su un sintetico paesaggio collinare, Gesù Bambino ha uno slancio verso la Madre che lo tiene in grembo, facendo per abbracciarla. Si tratta di un'antica iconografia di origine bizantina, la Glykophilousa, che, risalente all'VIII-IX secolo, conobbe un rinnovato successo fra gli artisti fiorentini rinascimentali. Evolvendo da questa, l'opera mostra nell'impostazione della composizione l'influenza di Donatello filtrato da Filippo Lippi, dal quale derivano anche il predominio della linea di contorno e il panneggio vibrante, anche se le forme appaiono ormai più dolcemente fuse, con atteggiamenti più complessi delle opere del Lippi. Il colore acceso  dal chiaroscuro incisivo e dal tono bronzeo deriva dall'esempio di Antonio del Pollaiolo, mentre la fisionomia del Bambino venne indicata da Lighbown come il primo esempio di assonanza con le fisionomie del Verrocchio, che però furono di lì a poco abbandonate in favore di uno stile più personale.
Il tono dei personaggi è serio, pensoso, assorto nella propria bellezza e venato di malinconia, come tipico della produzione botticelliana.